# Theodor Korselt
Ernst Julius Theodor Korselt (* 24. November 1891 in Buchholz; † 25. August 1943 in Berlin-Plötzensee) war ein deutscher Jurist, Genealoge und Heimatforscher. Der Regierungsrat wurde wegen Wehrkraftzersetzung zum Tode verurteilt, nachdem er öffentlich seine Meinung über den Rücktritt Adolf Hitlers als einzige Alternative zu einer unvermeidlichen Niederlage im Krieg geäußert hatte.

## Leben
Korselt entstammt einer alteingesessenen Mittelherwigsdorfer Familie. Sein Vater Prof. Dr. Ernst Julius Korselt war Rektor des Realgymnasiums in Zittau. Die Mutter Elisabeth, geborene Koch, war eine Tochter des sächsischen Juristen und Politikers Heinrich Theodor Koch.
Theodor Korselt war der älteste von vier Geschwistern und einzige Sohn der Familie. Eine seiner Schwestern war die spätere Malerin Erika Korselt (1896–1983). Korselt wuchs in Buchholz auf und besuchte in der Nachbarstadt Annaberg das Realgymnasium, an dem sein Vater seit 1886 lehrte. Nach Abschluss der Schulausbildung nahm er ein Studium der Rechte und der Volkswirtschaft an den Universitäten Leipzig, Genf  und Rostock auf. Nach der Berufung des Vaters zum Gymnasialrektor in Zittau zogen die Eltern und seine Schwestern 1911 in die Heimat des Vaters zurück.
Nach seiner Promotion zum Dr. jur. pol. an der Universität Leipzig ließ er sich in Zittau zum Infanteristen ausbilden und kämpfte während des Ersten Weltkrieges als Freiwilliger an der Westfront, wo er 1914 schwer verwundet wurde. Korselt wurde später im Verwaltungsdienst eingesetzt.  Nach Kriegsende arbeitete der Jurist als Beamter des höheren Staatsdienstes in verschiedenen Verwaltungsämtern in Berlin, Leipzig Chemnitz, Dresden, Freiberg und Rostock, wo er Regierungsrat im Kriegsschädenamt war.
Neben seiner beruflichen Tätigkeit widmete sich Korselt bereits seit seiner Studienzeit intensiv der Familien- und Heimatgeschichte und veröffentlichte zahlreiche Schriften. 1911 trat Korselt in die schlagende Studentenverbindung Zittavia ein, der schon sein Vater angehörte. Zum fünfzigjährigen Jubiläum der Verbindung 1918 widmete er ihr eine von ihm verfasste Chronik.
Nach den Machtübernahme der Nationalsozialisten wurde ihm im Interesse seiner Karriere der Eintritt in die NSDAP angeraten. In seinem 1934 gestellten Aufnahmeantrag legte er dar, dass er annehme, „seine konservative, aristokratische Staatsauffassung und die Förderung des Individualismus auch weiterhin vertreten zu können“. Eine Aufnahme in die Partei erfolgte nicht. Nach der Besetzung Frankreichs erfolgte ein Einsatz im Kriegsverwaltungsdienst, von dem er bald unter dem Vorwurf des Fraternisierens mit der Bevölkerung wieder abberufen wurde.
Nach der Absetzung Mussolinis am 25. Juli 1943 äußerte sich Korselt offen, dass „die Rettung des deutschen Volkes und Vaterlandes aus der gegenwärtigen schwierigen Situation nur in einem ähnlichen Umschwung wie in Italien liegt…“. Dies wurde dem Rostocker Oberbürgermeister Walter Volgmann hinterbracht, der, wie Korselt schrieb, „als ‚reiner‘ Parteimann auf seinen Posten gelangt war“, der ihn daraufhin vorlud, seine Ablösung ankündigte und erklärte, dass er „ins Konzentrationslager gehöre“.
Noch im Juli 1943 wurde Theodor Korselt von der Gestapo verhaftet und am 18. August 1943 vom Gerichtsgefängnis Rostock in die Haftanstalt Berlin-Moabit überführt. Am 23. August 1943 fand vor dem 1. Senat des Volksgerichtshofes unter Vorsitz des Präsidenten Roland Freisler und der Richter Landgerichtsdirektor Storbeck, Generalleutnant Cabanis, SA-Gruppenführer Aumüller und Oberbereichsleiter Bodinus sowie des Anklägers Landgerichtsdirektors Schultze die Hauptverhandlung in der Strafsache wegen Wehrkraftzersetzung statt. Wegen seiner in der Rostocker Straßenbahn gemachten Äußerung zu einem erforderlichen Rücktritt Hitlers wegen der Unwahrscheinlichkeit eines Sieges im Krieg wurde Korselt mit Ehrverlust und dem Tode bestraft. Am 25. August 1943 um 19.15 Uhr wurde das Urteil in Plötzensee vollstreckt.

## Ehrungen
Nach Kriegsende erfolgte im August 1946 die Umbenennung der bisherigen Georgstraße in Zittau in Theodor-Korselt-Straße. Auch in Annaberg-Buchholz trägt eine Straße und ein Wanderweg im Zittauer Gebirge seinen Namen. In Rostock wurde ebenfalls im Stadtteil Reutershagen eine Straße nach ihm benannt.